# Uvarovistia
Uvarovistia is een geslacht van rechtvleugeligen uit de familie sabelsprinkhanen (Tettigoniidae). De wetenschappelijke naam van dit geslacht is voor het eerst geldig gepubliceerd in 1953 door Maran.

## Soorten
Het geslacht Uvarovistia omvat de volgende soorten:
- Uvarovistia bakhtiara Uvarov, 1934
- Uvarovistia iraka Uvarov, 1934
- Uvarovistia satunini Uvarov, 1934
- Uvarovistia zebra Uvarov, 1916